# Mammillaria guerreronis
Mammillaria guerreronis ist eine Pflanzenart aus der Gattung Mammillaria in der Familie der Kakteengewächse (Cactaceae). Das Artepitheton guerreronis bedeutet ‚vom Standort Guerrero, Zopilote-Canon, Careyon (Mexiko)‘.

## Beschreibung
Mammillaria guerreronis, bildet Gruppen mit zylindrischen, grau-grünen bis hell-grünen Körpern aus. Die Stämme werden bis zu 60 Zentimeter lang und 6 Zentimeter im Durchmesser groß. Die Warzen sind zylindrisch geformt und haben einen wässrigen Milchsaft. Die Axillen sind mit 15 bis 20 kurzen, weißen Borsten besetzt. Die 20 bis 30 Randdornen sind 0,5 bis 1 Zentimeter lang und weiß. Die 2 bis 5 Mitteldornen (gewöhnlich vier) sind oben gerader ansonsten hakig und bis zu 2,5 Zentimeter lang. Die 1 Zentimeter langen und im Durchmesser großen Blüten sind rot. Die Früchte sind grünlich-weiß, rosa werdend. Die Samen sind braun.

## Verbreitung, Systematik und Gefährdung
Mammillaria guerreronis ist ausschließlich im mexikanischen Bundesstaat Guerrero beheimatet und kommt in 650 bis 900 Metern Höhe vor.
Die Erstbeschreibung erfolgte 1932 als Neomammillaria guerreronis durch Helia Bravo Hollis. Curt Backeberg stellten die Art 1936 in die Gattung Mammillaria. Ein weiteres nomenklatorisches Synonym ist Neomammillaria guerreronis (Britton & Rose) Bravo (1932).
In der Roten Liste gefährdeter Arten der IUCN wird die Art als „Least Concern (LC)“, d. h. als nicht gefährdet geführt.

## Nachweise